# Sør-Trøndelag fylke
Sør-Trøndelag fylke var ett tidigare norskt fylke (län) som gränsade till Nord-Trøndelag fylke, Hedmark fylke, Oppland fylke och Møre og Romsdal fylke i Norge samt Jämtlands län i Sverige. Sør-Trøndelag hade en yta på 18 832 km² och 284 773 invånare (1 juli 2008). Största stad och administrationscentrum var Trondheim. 
Före 1 januari 1919 hette området Søndre Trondhjems amt. Gamla Trondhjems amt bildades 1662 och delades den 24 september 1804. 
Den 1 januari 2018 slogs fylket samman med Nord-Trøndelag fylke för att tillsammans bilda Trøndelag fylke.

## Kommuner
| Kommunkod | Namn                   | Areal km² |
| --------- | ---------------------- | --------- |
| 1601      | Trondheims kommun      | 342       |
| 1612      | Hemne kommun           | 662       |
| 1613      | Snillfjords kommun     | 508       |
| 1617      | Hitra kommun           | 680       |
| 1620      | Frøya kommun           | 231       |
| 1621      | Ørlands kommun         | 70        |
| 1622      | Agdenes kommun         | 318       |
| 1624      | Rissa kommun           | 621       |
| 1627      | Bjugns kommun          | 381       |
| 1630      | Åfjords kommun         | 955       |
| 1632      | Roans kommun           | 303       |
| 1633      | Osens kommun           | 385       |
| 1634      | Oppdals kommun         | 2 273     |
| 1635      | Rennebu kommun         | 936       |
| 1636      | Meldals kommun         | 633       |
| 1638      | Orkdals kommun         | 593       |
| 1640      | Røros kommun           | 1 956     |
| 1644      | Holtålens kommun       | 1 208     |
| 1648      | Midtre Gauldals kommun | 1 865     |
| 1653      | Melhus kommun          | 696       |
| 1657      | Skauns kommun          | 223       |
| 1662      | Klæbu kommun           | 185       |
| 1663      | Malviks kommun         | 171       |
| 1664      | Selbu kommun           | 1 235     |
| 1665      | Tydals kommun          | 1 330     |
| Totalt    | Sør-Trøndelag          | 18 831    |

### Fotnoter
1. ↑  World Statesmen (läst 2 april 2011)
2. ↑  https://www.regjeringen.no/no/tema/kommuner-og-regioner/kommunereform/Hvorfor-kommunereform/vedtatte-sammenslainger/id2470015/